# 鷹ヶ池フィッシング場

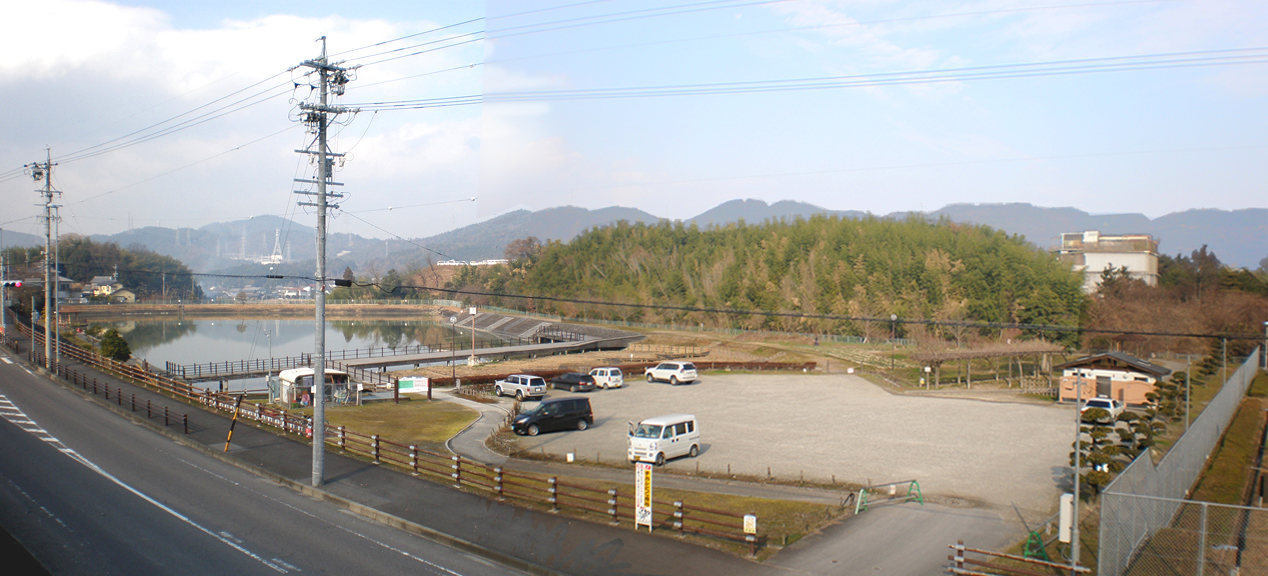
鷹ヶ池フィッシング場

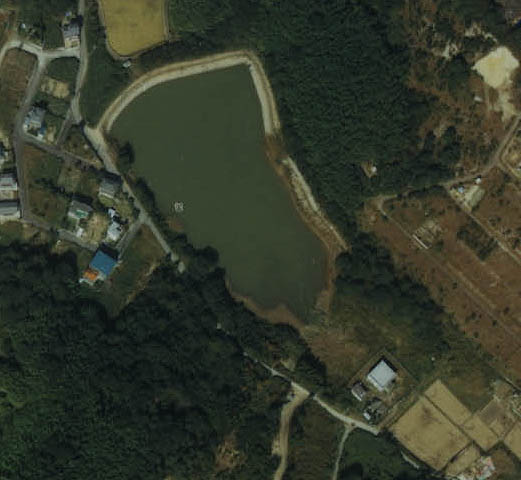
1987年度（昭和62年）に撮影された鷹ヶ池の上空から撮影された航空写真。

鷹ヶ池フィッシング場（たかがいけフィッシングじょう）は、愛知県小牧市が管理・運営している農業用の灌漑ため池、兼・釣り場である。面積は25,903m2。鯉や鮒などの魚が放流されており、無料の釣り場ともなっている。また池の近くには、ハナショウブやアブラナなどが植えられている。

## 沿革
- 1998年5月3日 - オープン

## 施設
- ため池
- 菖蒲園
- 東屋（あずまや）
- 駐車場
- 駐輪場
- トイレ

## 利用上の注意
- 釣った魚を持ち帰ることは、禁止されている。
- バーベキューや花火などを含めて、火の使用は禁止されている。
- 泳いだりボートを浮かべたりする事は、禁止されている。

## 所在地
愛知県小牧市大字野口地内

## 交通手段
- 桃花台バスとピーチバス、および名鉄バス名古屋・桃花台線の光ヶ丘3丁目停留所下車、徒歩5分。

## 周辺
- 桃花台ニュータウン